# Pferdemühle (Tallinn)

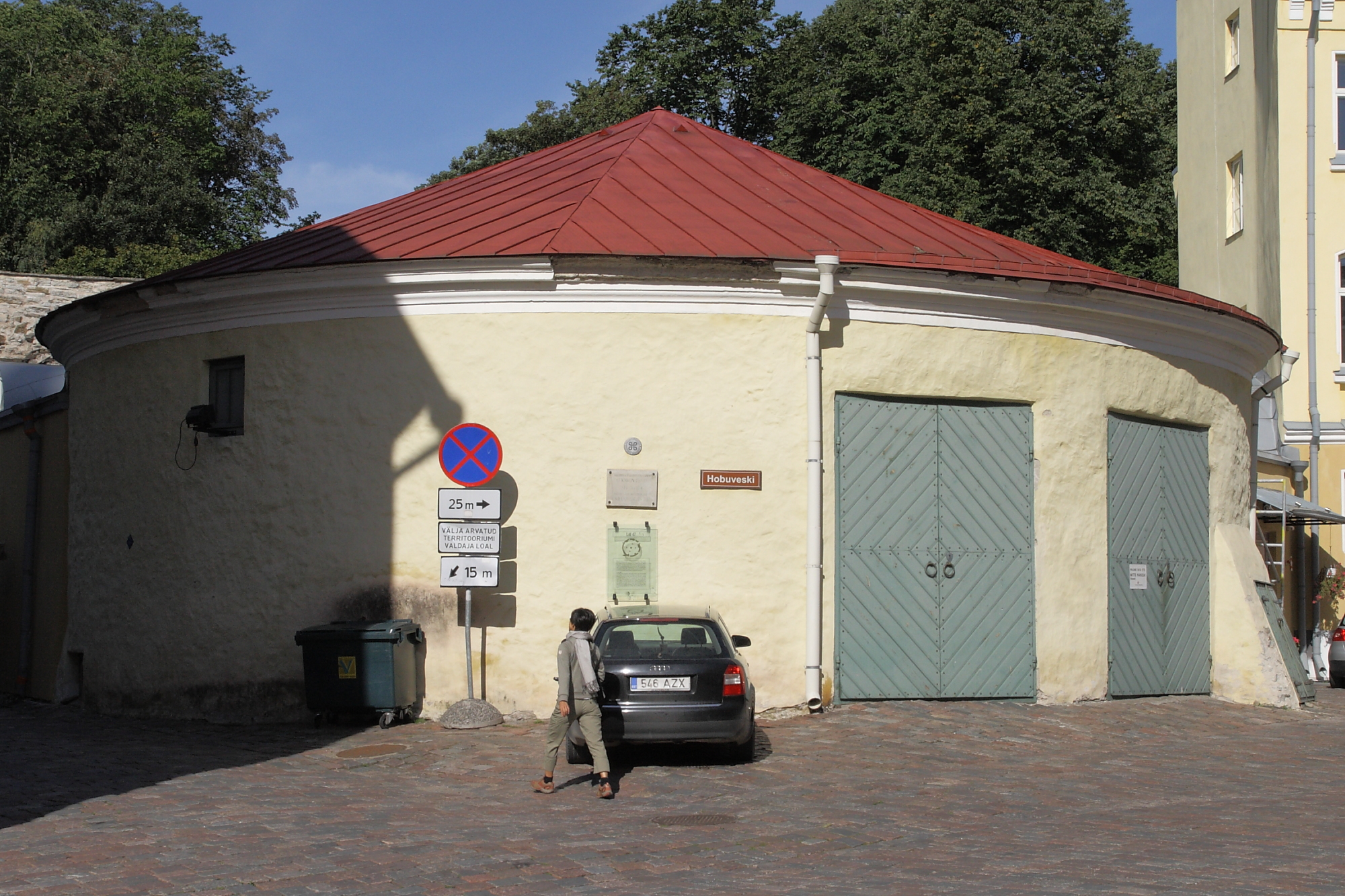
Pferdemühle

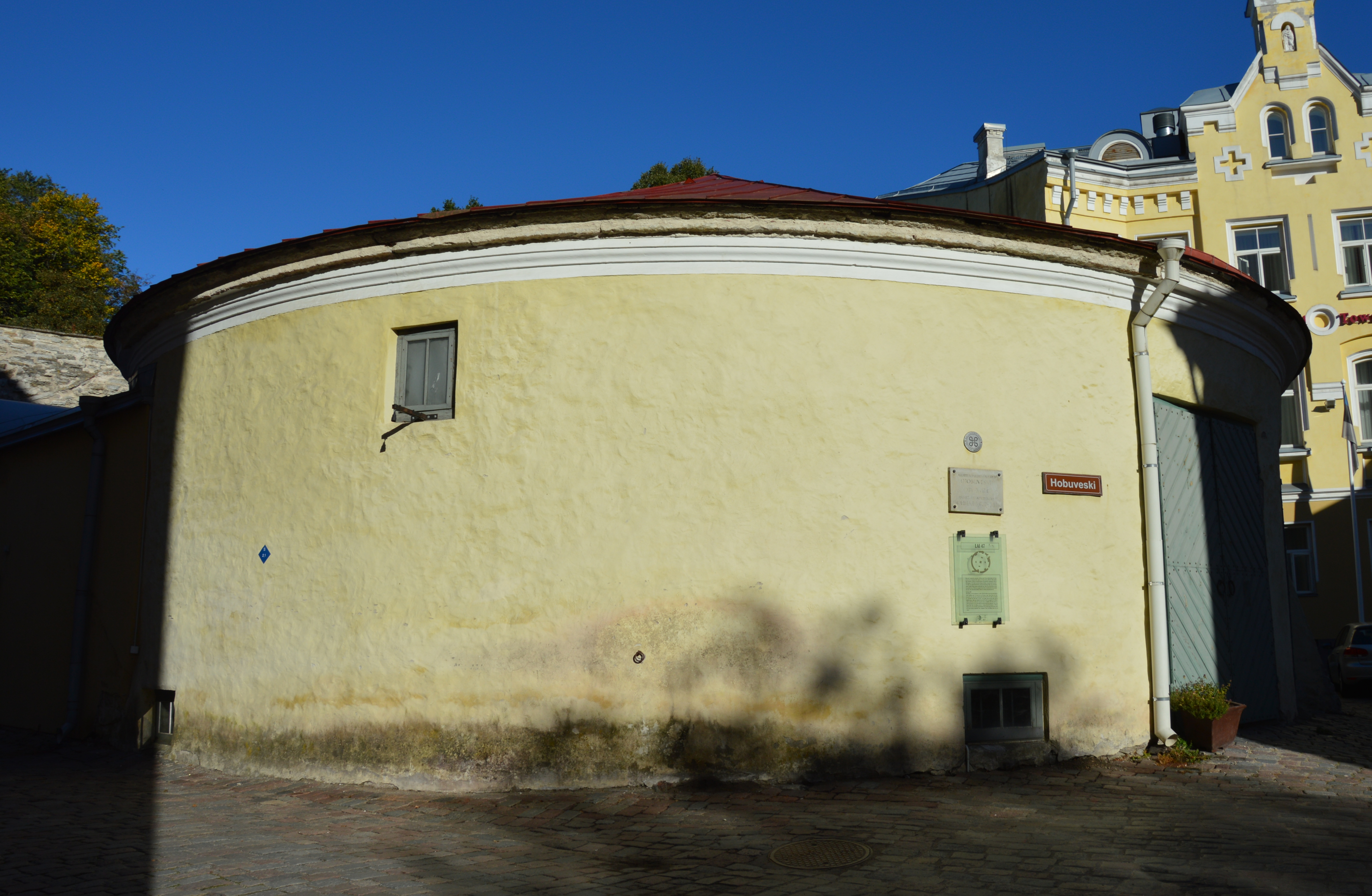
2016

Die Pferdemühle (estnisch Hobuveski), auch Rossmühle, ist eine historische Pferdemühle in der estnischen Hauptstadt Tallinn (Reval).

## Lage
Sie befindet sich im nördlichen Teil der Revaler Altstadt, nördlich der Einmündung der Laboratoriumstraße (estnisch Laboratooriumi tänav) auf die östlich verlaufende Breite Straße (Lai). 

## Architektur und Geschichte
Die Mühle wurde erstmals im Jahr 1379 urkundlich erwähnt und diente dazu, auch in Zeiten einer Belagerung Revals oder bei wegen Wassermangels nicht funktionsfähigen Wassermühlen Mehl mahlen zu können. Betrieben wurde die Mühle mit der Kraft von 8 bis 16 Pferden. Nach einem Brand der Mühle erfolgte zum Ende des 18. Jahrhunderts ein Wiederaufbau. Das Gebäude diente dann als Ort zur Aufbewahrung für die Leichenwagen der nur etwas weiter südlich befindlichen Olaikirche.
Die Pferdemühle wird heute auch als Spielort des städtischen Theaters genutzt. Der Veranstaltungsraum bietet Platz für 140 Personen. Im Gebäude sind historische Werke der Bildhauerkunst ausgestellt, die zu einem großen Teil aus den Ruinen der beim sowjetischen Luftangriff auf Reval 1944 zerstörten Häuser geborgen wurden. Auf zwei Etagen befinden sich unter anderem Basreliefs, Überdeckungen, Beschläge und Fenstersäulen des Eichamtes Reval.